# Quinto Cecílio Basso
Quinto Cecílio Basso (em latim: Quintus Caecilius Bassus) foi um general romano de uma ramo equestre da gente Cecília que liderou uma revolta contra Júlio César em 47 a.C. na Síria. Nenhum dos generais cesarianos conseguiu derrotá-lo e ele só se rendeu em 43 a.C., depois do assassinato de Júlio César, para o liberator Caio Cássio Longino.

## Carreira
O começo da carreira de Basso é obscuro. Duas versões divergentes sobreviveram, uma delas mencionada apenas pelo historiador Apiano, um nativo de Alexandria que escreveu em grego. Segundo ele, César, durante sua passagem pela Síria em 47 a.C., deixou um jovem parente, o proquestor Sexto Júlio César, como governador da província com uma legião para iniciar os preparativos de uma planejada campanha contra o Império Parta, deixando Basso, um veterano, como seu conselheiro militar. Conta-se que Sexto César agiu de forma inescrupulosa e pouco razoável para um comandante e desprezou bruscamente os conselhos de Basso. Quando Basso se atrasou depois de receber uma ordem para se apresentar para seu superior, Sexto ordenou que ele fosse levado até ele preso, o que provocou um tumulto entre os soldados. Sexto acabou sendo assassinado pela tropa. Temendo a vingança do ditador Júlio César, a tropa resolveu se declarar em revolta; Basso foi então forçado a participar.
A continuação do relato divergente de Apiano cita um informante de identidade obscura, que pode ter sido o historiador romano Lívio segundo algumas opiniões ou Lúcio Escribônio Libão, segundo outros. Esta última opção é muito mais crível e é consistente com o relato de outras fontes, notavelmente com o detalhado e confiável relato de Dião Cássio. Segundo ele, Basso estava envolvido na guerra civil como seguidor de Pompeu e havia fugido depois da derrota na Batalha de Farsalos (48 a.C.) para Tiro, onde passou a viver, a princípio, como um cidadão privado. Em 46 a.C., um ano depois que Sexto César se tornou governador da Síria, Basso, encorajado por rumores falsos sobre supostos revezes sofridos por Júlio César em sua campanha africana, passou a fomentar uma revolta aberta. Além de entrar em contato secretamente com antigos aliados, Basso tentou convencer várias guarnições de Sexto César a passarem para o seu lado. Quando seus planos foram descobertos, Basso alegou que estaria angariando reforços para uma campanha de apoio a Mitrídates de Pérgamo contra o Reino do Bósforo. Sua explicação foi aceita e Basso foi solto. Mais tarde, ele falsificou uma carta que teria supostamente sido enviada para ele indicando que o ditador Júlio César havia sido derrotado e morto na África; ela também indicava que ele próprio havia sido nomeado governador da Síria pelos pompeianos. Com muita habilidade e com a ajuda das tropas que ele já havia conseguido convencer, Basso conseguiu tomar Tiro e depois marchou contra Sexto César, que conseguiu repeli-lo. Contudo, Basso conseguiu agitar em segredo muitos dos soldados inimigos e convenceu-os a desertar. A situação se complicou muito para Sexto César, que acabou sendo assassinado por seus próprios homens.
Depois da morte de Sexto César, Basso conseguiu assimilar boa parte de suas tropas, mas não a guarnição que havia invernado em Apameia. Estes soldados fugiram para a Cilícia e, apesar de terem sido perseguidos por Basso, resolveram não se juntar a ele. Basso retornou para a Síria, assumiu o governo da Síria em Apameia e fortificou a cidade. Depois de recrutar locais e escravos, chegou a ter duas legiões romanas sob seu comando. Com o apoio de contingentes enviados pelo monarca árabe Alcandônio e de auxiliares partas, Basso conseguiu repelir os ataques do general cesariano Caio Antíscio Veto. É possível que Basso tenha tentado conseguir também o apoio de Deiotaro da Galácia. Somente Antípatro, pai de Herodes, o Grande, o rei da Judeia promovido por Sexto César, se declarou a favor de Júlio César e contra Basso.
César nomeou Lúcio Estaio Murco como governador da Síria para 44, mas ele, depois de assassinato de César em 15 de março do mesmo ano, passou para o lado dos liberatores. Apesar disto, Murco seguiu para a Síria cumprindo a ordem recebida de César e assumiu o comando de três legiões para lutar contra Basso, mas também foi repelido. Murco então pediu ajuda ao governador da Bitínia, Quinto Márcio Crispo. O exército combinado dos dois era de seis legiões, contra as duas de Basso. Juntos, os dois generais começaram o cerco de Apameia, que continuou até o início de 43 a.C., quando Caio Cássio Longino chegou à Síria e assumiu o comando de todas as oito legiões. Basso e Crispo foram perdoados e Murco foi nomeado prefeito da frota da Síria.
Nada mais se sabe de Basso depois disto.